# Miguel Ángel Alba Díaz

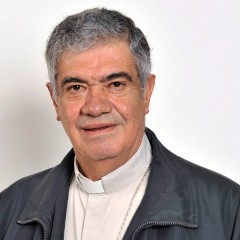
Bischof Miguel Ángel Alba Díaz.

Miguel Ángel Alba Díaz (* 23. Januar 1951 in Monterrey, Mexiko) ist ein mexikanischer Geistlicher und Bischof von La Paz en la Baja California Sur.

## Leben
Miguel Ángel Alba Díaz empfing am 31. Mai 1975 das Sakrament der Priesterweihe für das Erzbistum Monterrey.
Am 10. Juni 1995 ernannte ihn Papst Johannes Paul II. zum Titularbischof von Fesseë und zum Weihbischof in Antequera. Der Erzbischof von Mexiko-Stadt, Norberto Rivera Carrera, spendete ihm am 25. Juli desselben Jahres die Bischofsweihe; Mitkonsekratoren waren der Erzbischof von Antequera, Héctor González Martínez, und der Erzbischof von Jalapa, Sergio Obeso Rivera. Am 16. Juni 2001 ernannte ihn Johannes Paul II. zum Bischof von La Paz en la Baja California Sur.